# Henry e Kip
Henry e Kip (Bosom Buddies) è una serie televisiva statunitense in 37 episodi trasmessi per la prima volta nel corso di 2 stagioni dal 1980 al 1982.
È una sitcom incentrata sulle vicende di Henry e Kip, due uomini single che lavorano nel campo della pubblicità e che lottano nel loro settore, mentre si fingono donne per vivere in un appartamento riservato alle sole donne.

## Personaggi e interpreti
- Kip Wilson/Buffy Wilson (stagioni 1-2), interpretato da Tom Hanks.
- Henry Desmond/Hildegarde 'Hilde' Desmond (stagioni 1-2), interpretato da Peter Scolari.
- Sonny Lumet (stagioni 1-2), interpretata da Donna Dixon.
- Ruth Dunbar (stagioni 1-2), interpretata da Holland Taylor.
- Isabelle Hammond (stagioni 1-2), interpretata da Telma Hopkins.
- Amy Cassidy (stagioni 1-2), interpretata da Wendie Jo Sperber.
- Lilly Sinclair (stagione 1), interpretato da Lucille Benson.

## Produzione
La serie, ideata da Robert L. Boyett, Thomas L. Miller e Chris Thompson, fu prodotta da Miller-Milkis-Boyett Productions e Paramount Television e girata nei Paramount Studios a Hollywood in California (le riprese della sigla iniziale furono girate al Lafayette Park di Los Angeles). Le musiche furono composte da Howard Pearl e Dan Foliart.

### Registi
Tra i registi sono accreditati:
- Joel Zwick in 18 episodi (1980-1982)
- Will Mackenzie in 8 episodi (1981)
- Don Van Atta in 5 episodi (1980-1982)
- Chris Thompson in 4 episodi (1980-1982)
- John Bowab in 2 episodi (1981)
- John Tracy in 2 episodi (1981)

### Sceneggiatori
Tra gli sceneggiatori sono accreditati:
- Chris Thompson in 35 episodi (1980-1982)
- Robert L. Boyett in 33 episodi (1980-1982)
- Thomas L. Miller in 32 episodi (1980-1982)
- David Chambers in 8 episodi (1980-1982)
- Leonard Ripps in 8 episodi (1980-1982)
- Jack Carrerow in 7 episodi (1981-1982)
- Terry Hart in 4 episodi (1981-1982)
- Gary H. Miller in 4 episodi (1981-1982)
- Howard Gewirtz in 4 episodi (1981)
- Ian Praiser in 4 episodi (1981)
- Bruce Ferber in 2 episodi (1981)
- David Lerner in 2 episodi (1981)
- Jeff Franklin in 2 episodi (1982)

## Musica
La sigla nell'edizione italiana è Hawkeye, brano strumentale del 1985 di Alan Parsons Project dall'album Vulture Culture.

## Distribuzione
La serie fu trasmessa negli Stati Uniti dal 27 novembre 1980 al 27 maggio 1982 sulla rete televisiva ABC. In Italia è stata trasmessa su Canale 5 con il titolo Henry e Kip. È stata distribuita anche in Spagna con il titolo Amigos del alma e in Francia.

## Episodi
| Stagione         | Episodi | Prima TV USA |
| ---------------- | ------- | ------------ |
| Prima stagione   | 19      | 1980-1981    |
| Seconda stagione | 18      | 1981-1982    |